# Факторно делимая абелева группа
Факторно делимая абелева группа (англ. quotient divisible abelian group) — абелева группа {\displaystyle A}, которая не содержит подгрупп вида {\displaystyle \mathbb {Z} _{p^{\infty }}}, но содержит свободную подгруппу {\displaystyle F} конечного ранга, такую что {\displaystyle A/F} — делимая периодическая группа.
Всякий базис свободной группы {\displaystyle F} называется базисом факторно делимой группы {\displaystyle A}.

## Примеры
- Любая свободная абелева группа конечного ранга (то есть группа вида {\displaystyle \bigoplus \limits _{m}\mathbb {Z} }) и любая делимая абелева группа без кручения конечного ранга (то есть группа вида {\displaystyle \bigoplus \limits _{m}\mathbb {Q} }) являются факторно делимыми.
- Группа вида {\displaystyle \mathbb {Q} \oplus \mathbb {Z} _{m}} является факторно делимой.
- Абелева группа без кручения {\displaystyle A} ранга 1 является факторно делимой тогда и только тогда, когда {\displaystyle A} имеет идемпотентный тип.

## История
Впервые факторно делимые группы были введены Бомоном и Пирсом в 1961 году в классе абелевых групп без кручения. В 1998 году Уиклесс и Фомин обобщили это понятие на случай смешанных абелевых групп.
Они доказали, что категория факторно делимых групп с квазигогоморфизмами в качестве морфизмов двойственна категории абелевых групп без кручения конечного ранга с квазигогоморфизмами в качестве морфизмов.

## Факторно делимые группы ранга 1
Пусть {\displaystyle p} — произвольное простое число. Число {\displaystyle m} называется {\displaystyle p}-ковысотой элемента {\displaystyle a} абелевой группы {\displaystyle A}, если {\displaystyle m} — наименьшее целое неотрицательное число, такое что {\displaystyle p^{m}a} делится в группе {\displaystyle A} на любую натуральную степень числа {\displaystyle p}. Если такого числа {\displaystyle m} не существует, то говорят, что элемент {\displaystyle a} имеет бесконечную {\displaystyle p}-ковысоту.
Последовательность {\displaystyle p}-ковысот {\displaystyle (k_{p})} элемента {\displaystyle a\in A}, занумерованную простыми индексами, называется кохарактеристикой элемента {\displaystyle a} и обозначается {\displaystyle cochar(a)}.
Пусть {\displaystyle A} — факторно делимая группа ранга 1 и {\displaystyle a} — некоторый ее базисный элемент, то есть {\displaystyle A/\langle a\rangle } — делимая периодическая группа. Тогда
- {\displaystyle cochar(a)\leqslant cochar(b)} для любого элемента {\displaystyle b\in A};
- {\displaystyle cochar(a)=cochar(b)} для любого другого базисного элемента {\displaystyle b\in A}.

В связи с этим кохарактеристикой факторно делемой группы ранга 1 называют кохарактеристику любого ее базисного элемента.
Теорема: Две факторно делимые группы ранга 1 изоморфны тогда и только тогда, когда их кохарактеристики совпадают.